# 231486 Capefearrock
231486 Capefearrock este un asteroid din centura principală de asteroizi.

## Descriere
231486 Capefearrock este un asteroid din centura principală de asteroizi. A fost descoperit pe 3 august 2008 la Charleston, Illinois de R. Holmes și H. Devore. Asteroidul prezintă o orbită caracterizată de o semiaxă mare de 2,25 ua, o excentricitate de 0,20 și o înclinație de 4,9° în raport cu ecliptica.